# Lluïsa Giró i Marsal
Lluïsa Giró i Marsal (Badalona, 29 de març de 1921 – Badalona, 14 de juliol de 2015) va ser una jugadora de basquetbol catalana.
En la seva infantesa va fer múltiples sortides a la neu, excursions per la muntanya i pel mar, on va aprendre a nedar sola. Va practicar atletisme durant la Segona República, defensant els colors de Palestra i l'Institut-Escola de la Generalitat de Catalunya. En aquest darrer institut, va ser formada en la pràctica de l'excursionisme, l'atletisme i el bàsquet. Durant la Guerra Civil va participar en una competició d'atletisme a Paris el 1938 i un any després va participar en els campionats universitaris de Madrid. Després de la Guerra Civil i la clausura de l'institut per les autoritats franquistes com també la dificultat de continuar practicant l'atletisme, va dedicar-se plenament al bàsquet i ingressà a la Unió Gimnàstica i Esportiva de Badalona. Va participar en les competicions d'Educación y Descanso amb la denominació de l'empresa familiar Ezequel Giró. Va participar en una competició amb el SEU a Torino Itàlia el 1948. Durant la seva carrera esportiva, va combinar el bàsquet amb l'excursionisme. Va retirar-se a principis de la dècada del 1950, tot i que la natació recreativa no la va deixar de practicar. Després de casar-se i se'n va anar a viure a Veneçuela, on van néixer la primera dels seus fills. En tornar a Badalona van néixer tres fills més. Ocupar-se de la quitxalla va ocupar el seu temps. A la mort del seu marit, va escriure el llibre Recordant on explica de forma autobiogràfica l'etapa que va des del seu naixement fins a esposar-se.
Entre d'altres reconeixements, l'any 1996 fou nomenada històrica del Basquet Català per la Fundació del Bàsquet Català i el 2017 un estany del barri de Canyadó de Badalona fou anomenat en honor seu.